# Kammerat Napoleon
Kammerat Napoleon (originaltitel Animal Farm)(også kendt som "Dyregården") er en satirisk roman (og en moderne fabel eller allegori) af den engelske forfatter George Orwell. Den handler om en gruppe dyr, der smider menneskene ud fra den gård, hvor de lever. De vil nu selv styre gården, men oplever, at det hele ender i brutalt tyranni. Bogen blev skrevet under 2. verdenskrig og udkom i 1945, men blev først en succes sidst i 1950'erne.
Kammerat Napoleon er en satirisk allegori over totalitarismen i Sovjetunionen. Orwell baserede de større hændelser i bogen på, hvad der skete i Sovjetunionen under Josef Stalin. Orwell, der var demokratisk socialist, var kritiker af Stalin og mistænksom over for den Moskva-styrede stalinisme efter sine oplevelser under Den spanske borgerkrig.
Særligt et udsagn fra romanen er blevet et mundheld:
| Citat | Alle er lige, men nogle er mere lige end andre! | Citat |
|       |                                                 |       |

## Handlingen
Da præmieornen Gamle Major indkalder alle dyrene på Grevegården til et møde, fortæller han dem, at han har haft en drøm, hvor menneskene er væk, og dyrene er frie og kan leve i fred og harmoni. Hans idealer kan sammenlignes med den anarkistiske form for kommunisme eller endda visse sider af leninismen. Han sammenligner menneskene med snyltere og lærer dyrene den revolutionære sang "Dyr i England".
Da Gamle Major dør kun tre dage senere, overtager to andre svin, Snowball og Napoleon, magten og udvikler Gamle Majors drøm til en fuldt udbygget filosofi. De sultende dyr gør en nat oprør og driver gårdejeren, mr. Jones, hans kone og den tamme ravn, Moses, fra gården, som de omdøber til "Dyrenes Gård".
Den nye filosofi kaldes animalismen, og den formuleres i De Syv Bud, der bliver skrevet på ladevæggen, så alle kan læse dem. Det syvende og vigtigste bud lyder: "Alle dyr er lige". Alle dyr arbejder, men arbejdshesten, Boxer tager den største tørn og har udviklet sit eget motto: ""Jeg vil arbejde hårdere".
I begyndelsen går alt godt på Dyrenes Gård. Snowball lærer de andre dyr at læse og skrive (selv om kun få dyr ud over grisene lærer at læse godt), der er rigeligt med mad, og hele gården bliver organiseret, så alt glider glat. I mellemtiden har Napoleon i al hemmelighed fjernet gårdhundenes hvalpe og trænet dem privat. Da mr. Jones forsøger at genvinde magten over gården, besejrer dyrene ham i det, der senere bliver kendt som "Slaget ved Kostalden". Imidlertid indleder Napoleon og Snowball en magtkamp. Da Snowball fortæller om sin idé om at bygge en vindmølle, er Napoleon straks imod. Der afholdes et stormøde, og da Snowball holder sin velformulerede tale til fordel for vindmøllen, hidkalder Napoleon ni angrebshunde, der jager Snowball ud af gården. Da Snowball er væk, udnævner Napoleon sig selv til leder af gården og indfører øjeblikkeligt ændringer. Der vil ikke længere blive afholdt stormøder; i stedet vil en komite af svin afgøre, hvad der skal ske på gården.
Napoleon ændrer mening m.h.t. vindmøllen og hævder gennem sit talerør, Squealer, at Snowball i virkeligheden havde stjålet ideen fra ham. Herefter påbegyndes arbejdet med at bygge vindmøllen. Efter en voldsom storm ser dyrene, hvordan måneders arbejde er fuldstændigt ødelagt. Og selv om gårdmændene på de omkringliggende gårde siger, at murene var for tynde, så overbeviser Napoleon og Squealer alle om, at det er Snowball, der har ødelagt vindmøllen. Napoleon indleder en udrensning på gården og dræber en masse dyr, som han anklager for at være i ledtog med Snowball. I mellemtiden får Boxer endnu et motto: "Napoleon har altid ret"
Napoleon begynder at misbruge sin magt mere og mere, og tilværelsen på gården bliver hårdere og hårdere for alle andre dyr end svinene. De tildeler sig selv en række privilegier og pålægger de øvrige dyr større og større arbejdsbyrder. Snowball gøres til en skurk, mens Napoleon hædres endnu mere. Hvert trin i denne udvikling legitimeres af Squealer, der ved flere lejligheder i nattens mulm og mørke ændrer de syv bud på laden: "Intet dyr må drikke spiritus" ændres til "Intet dyr må drikke spiritus til overmål". Sangen "Dyr i England" bliver kaldt upassende og bliver forbudt, nu da drømmen om Dyrenes Gård er blevet virkeliggjort. Den bliver erstattet af en nationalsang, der hylder Napoleon, som i øvrigt er begyndt at leve mere og mere som et menneske. Men selv om de andre dyr både fryser, sulter og slider i det, er de stadig overbeviste om, at de har det bedre nu, end da mr. Jones bestemte.
En af de andre gårdejere Mr. Frederick snyder Napoleon ved at betale ham med falske penge og angriber gården og sprænger den genopbyggede vindmølle i luften. Selv om dyrene i sidste ende vinder slaget, sker det med store omkostninger, da mange som Boxer, bliver såret. Boxer fortsætter med at arbejde hårdere og hårdere, indtil han til en dag falder om, mens han arbejder på vindmøllen. Napoleon sender bud efter en bil, der angiveligt skal køre Boxer til dyrlægen, men da Boxer bliver læsset på bilen, kan dyrene på siden af den bortkørende bil læse: "Alfred Simmonds, hesteslagter og limkoger". Squealer siger hurtigt, at bilen med det gamle skilt er blevet købt af hospitalet. Senere beretter han, at Boxer døde på hospitalet på trods af den bedste pleje. I virkeligheden er Boxer, der i sin høje alder og på grund af sin ekstrahårde indsats på gården (ifølge sit naive motto) ikke længere kan arbejde, blevet sendt i døden, så svinene kunne få penge til at købe whisky for.
Der går nu mange år, og svinene lærer at gå oprejst og at gå med pisk og med tøj. De syv bud er blevet reduceret til at enkelt sætning: "ALLE DYR ER LIGE. MEN NOGLE DYR ER MERE LIGE END ANDRE." Napoleon holder et middagsselskab for grisene og menneskene på de nærliggende gårde, der lykønsker Napoleon med , at han har de hårdest arbejdende dyr i landet. Napoleon indgår en alliance med menneskene imod de arbejdende klasser i begge "verdener".
De andre dyr opdager det, da de overhører Napoleons samtale, og det går endeligt op for dem, at der er sket en forandring med grisene. Under et pokerspil opstår der er skænderi mellem Napoleon og mr. Pilkington, da de begge spiller Spar Es ud, og de andre dyr kan ikke længere se forskel på grise og mennesker.

## Figurerne
Hændelserne og figurerne i Kammerat Napoleon repræsenterer Sovjetunionens historie; Orwell gør i et brev til sin forlægger eksplicit opmærksom på, at Napoleon skal forestille Stalin:
*...when the windmill is blown up, I wrote 'all the animals including Napoleon flung themselves on their faces." I would like to alter it to 'all the animals except Napoleon." If that has been printed it's not worth bothering about, but I just thought the alteration would be fair to JS [Joseph Stalin], as he did stay in Moscow during the German advance. "
De andre personer har paralleller i den virkelige verden, men ikke altid passer præcist til historien, men snarere repræsenterer generelle begreber.

### Grisene
Napoleon leder Dyrenes Gård efter revolutionen. Han er baseret på Josef Stalin, og han bruger det hemmelige politi (de ni angrebshunde) til at cementere sin magt. Napoleon anvender magt til at fordrive sin modstander, Snowball, og til at indgyde frygt i de andre dyr. Han bliver gårdens diktator og ændrer det oprindelige formål med dyrenes samfund.
Snowball er Napoleons rival, som også ønsker at få magten efter revolutionen. Snowball er inspireret af Lev Trotskij, han er en passioneret intellektuel og langt mere ærlig end Napoleon omkring sine motiver. Han er imidlertid langt fra perfekt, og han går med til at svinene beholder æblerne for sig selv. Det antyder, at selv om Snowball havde vundet, ville dyrene ikke have haft det bedre under hans styre end under Napoleons. Snowball vinder de andre dyrs loyalitet, men fordrives af Napoleons angrebshunde. (Trotskij blev drevet i eksil i Mexico, hvor han blev snigmyrdet). Efter at være blevet fordrevet, bruges Snowball som syndebuk for alt, der går galt. Snowball kæmpede bravt under slaget ved kostalden, men efter hans fordrivelse lykkes det Squealer at overbevise de glemsomme dyr om, at Snowball var en kujon. Senere overbeviser Squealer dem om, at Snowball var menneskenes leder under slaget. Snowball var nok den leder, de andre dyr ville have foretrukket, og han ville nok også have taget bedre beslutninger og være mere rimelig end Napoleon.
Squealer er Napoleons officielle talerør. Inspireret af Vjatjeslav Molotov og den russiske avis Pravda, vrider, vender og misbruger Squealer sproget til at undskylde, legitimere og glorificere Napoleons handlinger. George Orwell gjorde meget ud af at vise, hvordan politikere bruger sproget. Squealer begrænser enhver debat ved at komplicere den, og han forvirrer de andre ved at hævde, at grisene har brug for den ekstra luksus for at kunne fungere ordentligt, for eksempel. Men når spørgsmålene bliver ved med at komme, forsvarer han grisenes privilegier med truslen om mr. Jones' tilbagekomst. Squealer bruger statistik til at overbevise de andre dyr om, at tilværelsen bliver bedre og bedre. De fleste dyr kan ikke huske ret meget fra før revolutionen, så de bliver overbeviste.
Minimus er den poetiske gris, der skriver en sang om Napoleon. Minimus repræsenterer Stalins beundrere både i og udenfor USSR som Maksim Gorkij.
Gamle Major er baseret på både Vladimir Lenin og Karl Marx – det er Gamle Majors inspiration, der sætter gang i det hele. Selv om Gamle Major overvejende er positivt beskrevet, giver Orwell ham et par "fejl", fx hans indrømmelse af, at han i det store hele ikke er blevet mishandlet som de andre dyr. Som socialist var Orwell enig i visse sider af Marx' politik, og han respekterede Lenin. Men satiren i Kammerat Napoleon går ikke på marxismen eller Lenins revolution, men på den korruption, der fandt sted senere. Gamle Major repræsenterer ikke blot Karl Marx i allegorien, men også talens magt, og hvordan den kan bruges til at vække og inspirere folk. Gamle Major står også for den generation, som ikke var tilfreds med det gamle regime og derfor inspirerede de yngre generationer til at gøre oprør.
Pinkeye er Napoleons mundskænk, som smager hans mad for at sikre, at den ikke er forgiftet.

### Menneskene
Mr. Jones er den alkoholiserede tidligere ejer af Grevegården. Han er sandsynligvis bygget over zar Nikolai 2. af Rusland. Han repræsenterer også de inkompetente og autokratiske kapitalister.
Mr. Frederick er den barske ejer af nabogården Pinchfield, det går godt for. Han repræsenterer nazi -Tyskland og Adolf Hitler.
Mr. Pilkington er den afslappede, men dygtige ejer af nabogården Foxwood. Han står for de vestlige magter som Storbritannien og USA. Kortspillet i slutningen af bogen er en metafor for Teheran-konferencen, hvor deltagerne smigrer hinanden, mens de snyder.
Mr. Whymper er det menneske, som Napoleon har ansat til at repræsentere Dyrenes Gård blandt menneskene. Han er løseligt baseret på forfatteren George Bernard Shaw, som besøgte USSR i 1931, og som roste, hvad han så.

### Andre dyr
Boxer er en af de mest populære figurer. Boxer er den tragiske legemliggørelse af arbejderklassen eller proletariatet: loyal, venlig, dedikeret og stærk. Han er ikke særlig klog og kommer aldrig længere end til det fjerde bogstav i alfabetet. Hans største fejl er imidlertid hans blinde tillid til lederne og hans manglende evne til at se korruptionen. Han bliver mere brugt og misbrugt af grisene, end han blev af mr. Jones. Han kæmper modigt under slaget ved kostalden, men bliver bekymret, da han tror, han har dræbt en staldknægt. Hans død er med til at vise, hvor langt svin er parate til at gå – da han bryder sammen efter at have overanstrengt sig, sender de ham angiveligt til dyrlægen, men han bliver i virkeligheden sendt til slagteren i bytte for en kasse whisky. Hans navn er en reference til Bokseroprøret i Kina. Hans to mottoer – "Jeg vil arbejde hårdere" og "Napoleon har altid ret" opsummerer hans dobbeltkarakter.
Clover er Boxers nærmeste ven og er trækhest. Hun bebrejder sig selv, at hun har glemt de syv bud, da Squealer reviderer dem. Hun repræsenterer den veluddannede middelklasse, som accepterer, at de stærke undergraver vedtagne principper. Clover er venlig og god, som da hun beskytter ællingerne under Gamle Majors tale. Hun er også oprørt over, at dyrene bliver henrettet af hundene.
Mollie er en hest, der kan lide at have pyntebånd på (luksus) og blive forkælet af menneskene. Hun repræsenterer overklassen, borgerskabet som flygtede fra USSR efter den russiske revolution. På samme vis forlader hun hurtigt Dyrenes Gård til fordel for en anden gård, og hun nævnes ikke i resten af bogen.
Benjamin er æslet, der har en kynisk holdning til revolutionen – og stort set alt andet også. Han repræsenterer generelt skeptikerne i og udenfor Rusland, mere specifikt den jødiske befolkning i Rusland, som var der før revolutionen og fuldt ud forventede at være der efter Sovjetunionens fald. "Ingen af jer har nogensinde set et dødt æsel" er en god allegorisk måde at udtrykke det jødiske samfunds holdning til ændringer i nationalpolitik. Hans hang til pessimisme og selvnedgørelse svarer til den jødiske form for humor.
Moses er den tamme ravn, der fortæller historier om "Kandissukkerbjerget", dyrenes "paradis". Denne tro afvises af grisene. Moses repræsenterer religionen (især Den russisk-ortodokse kirke), der altid har været i konflikt med kommunismen. Det er interessant at bemærke, at selvom Moses i begyndelsen forlader gården efter revolutionen, vender han senere tilbage og støttes af svinene. Det repræsenterer statens kyniske brug af religion til at bedøve masserne. Moses minder til en vis grad også om Grigori Rasputin. Grisenes accept af Moses kan ses som Stalins afslappede holdning til den russisk-ortodokse kirke under 2. verdenskrig, da kirken kunne bruges til at skaffe midler til den russiske krigsindsats.
Muriel er en ged, der læser de redigerede bud. Hun repræsenterer muligvis den intelligente del af arbejderklassen.
Jessie og Bluebell er to hunde, der føder hvalpe i Kapitel 3. Hvalpene opfostres af Napoleon og bruges til at indgyde frygt. De repræsenterer dannelsen af NKVD.
Hønsene repræsenterer kulakkerne, de storbønder, der blev forfulgt af Stalin. De nægter at aflevere deres æg, på samme måde som kulakkerne nægtede at acceptere Sovjetunionens ekspropiering af deres jord i 1930'erne. Napoleon sulter straks hønsene til døde – den samme straf som Stalin udsatte kulakkerne for.
Hundene er Napoleons hemmelige politi og livvagt (inspireret af Tjekaen, NKVD, OGPU, MVD).
Fårene er de dumme dyr, proletariatets følgesvende midt under den russiske borgerkrig og masserne under Stalins styre. ("Fire ben godt, to ben skidt").
Katten afspejler den uetiske, tavse afvisning af den nye orden – den er ikke villig til at arbejde, og den forsvinder, når der er fare på færde. Ifølge visse fortolkninger repræsenterer katten animalismens eller kommunismens mangler.

## Betydning
Allegorien i Kammerat Napoleon kan læses på flere niveauer.
Orwell skrev bogen som en følge af det, han oplevede under den spanske borgerkrig, og som han beskrev i en anden bog, nemlig Hyldest til Catalonien. Han ville, at det skulle være en stærk fordømmelse af, hvad han så som Stalins korrumpering af de oprindelige socialistiske ideer. I forordet til den ukrainske udgave i 1947 fortalte Orwell, hvad der inspirerede ham til at lade bogen foregå på en gård:
"..I saw a little boy, perhaps ten years old, driving a huge carthorse along a narrow path, whipping it whenever it tried to turn. It struck me that if only such animals became aware of their strength we should have no power over them, and that men exploit animals in much the same way as the rich exploit the proletariat."
Den ukrainske udgave var et tidligt eksempel på, hvordan bogen blev brugt i propagandaøjemed. Den skulle distribueres blandt Ukraines sovjetborgere, der var blandt de mange millioner flygtninge over alt i Europa ved slutningen af 2. verdenskrig. De amerikanske besættelsesstyrker opfattede udgaven som propaganda trykt i illegale trykkerier, og de overgav 1500 konfiskerede eksemplarer af Kammerat Napoleon til de sovjetiske myndigheder. Bogens politiske budskab fik også virkning i Storbritannien. Orwell kunne fortælle, at Labour-politikeren Ernest Bevin var "rædselsslagen" ved tanken om, at den skulle blive udgivet før folketingsvalget i 1945.
I de senere år er bogen blevet brugt som billede på nye politiske bevægelser, der styrter lederen af korrupte og udemokratiske regeringer eller organisationer, blot for selv at blive korrupte og undertrykkende når de bliver fanget ind af magten og begynder at bruge voldelige og diktatoriske metoder for at bevare den. Denne slags sammenligninger er blevet brugt over for mange tidligere afrikanske kolonier som f.eks. Zimbabwe og den Demokratiske Republik Congo, hvis afrikanske ledere blev beskyldt for at være lige så korrupte, om ikke værre, end de europæiske koloniherrer, de erstattede.
Bogen stiller helt klart også spørgsmålet, om det er sundt for et samfund at samle al magt i én person. I denne henseende er bogens slutning lettere tvetydig.
Desuden opfordrer bogen læseren til at spekulere over, om oprør i sidste ende vil resultere i et diktatur, og om det ganske enkelt er en del af den menneskelige natur. Dette illustreres ved den måde, hvorpå grisene gennem deres egen magt, dominans og mangel på lighed ikke er til at skelne fra det gamle regime.